# Vol Cubana de Aviación 389
Le 29 août 1998, un Tupolev Tu-154 assurant le vol Cubana de Aviación 389, un vol intérieur régulier assuré par Cubana de Aviación, reliant l'aéroport international Mariscal Sucre, a Quito, à l'aéroport international Simón Bolívar, à Guayaquil, subit une sortie de piste, en percutant plusieurs bâtiments, puis s'écrase sur un terrain de football à Quito, alors qu'il décollait de l'aéroport, faisant 80 victimes, dont 10 au sol, et blessant 21 autres personnes.

## Avion et équipage
L'appareil impliqué est un Tupolev Tu-154M, immatriculé à Cuba sous le numéro CU-T1264 (numéro de série 85A720). Il a volé pour la première fois en décembre 1985, et était propulsé par trois turboréacteurs, de type Soloviev D-30KU-154. Il a été livré à Cubana de Aviación en février 1986, et au moment de l'accident, il avait cumulé 9 256 heures de vol.
L'avion transportait 91 personnes, dont 14 membres d'équipage et 77 passagers. La plupart des occupants de l'appareil étaient de nationalité équatorienne, mais on compte également quelques ressortissant argentins, italiens, jamaïcains, chiliens et cubains. L'équipage est composé du commandant de bord, Mario Ramos, du copilote, Leonardo Díaz, et du mécanicien navigant, Carlos González.

## Accident
Le vol 389 se prépare au départ pour Guayaquil, en Équateur. Lors du premier démarrage des moteur, une valve pneumatique s'est bloquée. Le problème a été corrigé et 2 des 3 moteurs ont été démarrés avec l'alimentation de secours au sol. Le troisième moteur a été démarré alors que l'appareil effectué le roulage sur la piste. Le vol 389 a ensuite obtenu son autorisation pour le décollage. La première et la deuxième tentative de décollage ont échoué. Il a ensuite tenté son troisième décollage.
Lorsque le vol 389 a atteint la vitesse VR, le nez de l'avion ne s'est pas relevé. Même si l'équipage a amorcé un décollage interrompu quelques secondes plus tard, l'avion a dépassé la fin de la piste, ratant de peu une avenue très fréquentée au bout de la piste de l'aéroport, dans un quartier résidentiel de classe moyenne, a percuté plusieurs bâtiments, puis à finis sa course sur un terrain de football. 
Au moment de l'accident, de nombreuses personnes, y compris des enfants, jouaient sur le terrain. L'avion a explosé lors de l'impact au sol, avant de prendre feu peu après.

## Opérations de sauvetage
Les sauveteurs ont atteint le lieu du crash et ont commencé à évacuer les survivants. Des explosions ont été entendues à plusieurs reprises après le crash. Les pompiers ont dirigé des jets d'eau sur les débris fumants pour empêcher de nouvelles explosions, et les autorités locales ont bouclé le site du crash et recherché les habitants portés disparus. De nombreuses personnes présents au sol ont en effet disparu lors du crash. Une mère a déclaré que ses trois enfants avaient disparu après le crash. 
26 blessés ont été transportés en urgence dans trois hôpitaux, dont 15 à l'hôpital métropolitain de Quito. Les survivants ont déclaré que certaines des portes de l'avion ne s'ouvraient pas après l'accident et que plusieurs survivants ont échappé à l'épave en feu en passant par une ouverture dans le fuselage. Plusieurs autres personnes ont sauté de l'avion alors qu'il était en flamme. 
Le dimanche 30 août, la Croix-Rouge équatorienne a déclaré que pas moins de 77 corps gravement brûlés avaient été récupérés sur le site du crash. Cinq enfants jouant sur le terrain ont été tués lorsque l'avion les a percutés. 

## Cause de l'accident
En raison des problèmes rencontrés lors du démarrage des moteurs et du temps (près de 38 minutes) qui s'est écoulé jusqu'au début du décollage, la fin de la check-list pour le roulage n'a pas été respecté et l'équipage a oublié de sélectionner les interrupteurs pour les vannes hydrauliques du système de contrôle de l'appareil.